# Auguszt Olga
Auguszt Olga (Budapest, 1949. –) magyar cukrászmester, a híres Auguszt dinasztia tagja.

## Életpályája
Dédapja, Auguszt Elek (1835) 1870-ben nyitotta az első „czukrászati” boltot a Tabánban. Nagyapja, Auguszt E. József (1875) fél évszázadon keresztül működtetett cukrászdát, kerthelyiséget, pavilont, szállodát magas színvonalon. Édesapja, Auguszt Elemér (1912) a szocialista világban, „maszekként” kiváló minőségű és színvonalú cukrászdát létesített feleségével. Kilencvenéves koráig aktívan itt dolgozott. Itt  kezdett  lánya tanulóként 1968-ban. Auguszt Olga cukrász szakvizsgát is itt tett, majd a Kirakatrendező és Dekoratőr Szakiskola kétéves képzésén vett részt. 1970-ben visszatért a családi vállalkozásba, és elvállalta a Mézes táncos című animációs film bábkészítői munkáit a Pannónia Filmstúdióban.
1976–89 között a Pannónia Filmstúdió Fiatalok Műterme munkatársa. Gyártásvezetője volt Rofusz Ferenc A légy című, 1981-ben Oscar-díjat nyert animációs filmjének. 1988-ban Dargay Attila Az erdő kapitánya című, egész estés rajzfilmjének gyártási és gazdasági felelőse volt. 
1990-ben, a rendszerváltás után szülei visszahívták a családi üzletbe. Ekkor már nagyobb lehetőségek adódtak a kisiparosoknak. 1993-ban cukrász mestervizsgát tett. 1993-ban nyitotta a Kossuth Lajos utca 14 sz. alatt, még hátul az udvarban az első pesti Auguszt-cukrászdát.
1999-ben lehetőség adódott a Farkasréti téren egy régi, leromlott állapotú villa megvételére és felújítására. Családi segítséggel és nagy összegű kölcsönökkel, emeletráépítéssel, korszerű cukrászműhelyt kialakítva szaloncukrászdát nyitott Auguszt Pavilon néven, 2001-ben. Ez idő alatt a Kossuth Lajos utcai cukrászdát már lányai, Auguszta, majd Flóra vezette, a főiskolai tanulmányai mellett.  
2007-ben a Kossuth Lajos utcai ház utcai frontján egy 180 négyzetméter alapterületű helység megüresedett. Az 1896-ban Wágner János által tervezett épület üzleti frontján, a százéves épület különleges szerkezetét bemutatva   átköltözhetett a cukrászda a jelenlegi helyére. 2009-ben  itt nyílt meg az Belvárosi Auguszt Cukrászda. 
Auguszt Olgát hetvenéves születésnapja alkalmából 2019-ben a köztársasági elnök „a cukrászat hagyományainak ápolása, értékeinek megőrzése és népszerűsítése iránt elhivatott, kimagasló színvonalú munkája elismeréseként” Magyar Érdemrend Lovagkeresztjével tüntette ki. Ugyanebben az évben Budapest Főváros Közgyűlése Budapestért díjat adományozott a cukrászművészet területén alkotott értékteremtő munkássága elismeréseként.
2021-ben A Magyar Nemzeti Múzeum pályázatát megnyerve, a Múzeum-kertben található Kertész-házban új cukrászda készült Gerardine néven. Az eddig kiállítóhelyiségként használt épületet Auguszt Olga lánya, Auguszt Arató Flóra és férje, Perge Oláh Norbert üzemelteti a jövőben.

## Díjai, elismerései
- Magyar Érdemrend lovagkeresztje (2019)
- Budapestért díj (2019)

## Kapcsolódó szócikk
Auguszt Cukrászda